# Eugene Cernan
Eugene Andrew Cernan, dit Gene Cernan (prononcé en anglais : [ˈʤiːn ˈsər.nən]), est un astronaute américain né le 14 mars 1934 à Chicago (Illinois) et mort le 16 janvier 2017 à Houston (Texas). Il est le 11e marcheur lunaire et reste, à ce jour, le dernier homme à avoir foulé le sol lunaire (il a réintégré le LEM après son coéquipier Harrison Schmitt avant leur retour sur Terre).
Après un cursus universitaire scientifique, il devient pilote d'avion de chasse dans la marine de guerre américaine. Il est recruté dans le corps des astronautes en 1963 par la NASA. Cernan est un des deux astronautes de la mission Gemini 9 au cours de laquelle il effectue la deuxième sortie extravéhiculaire américaine. Il est copilote à bord du module lunaire de la mission Apollo 10 qui effectue une répétition de l'atterrissage sur la Lune en s'approchant à 15,6 km de sa surface. Enfin, il est en décembre 1972 le commandant de la mission Apollo 17, la dernière mission du programme Apollo et à ce titre le dernier homme à avoir marché sur la Lune. Au cours de celle-ci, Cernan effectue avec Harrison H. Schmitt trois sorties extravéhiculaires sur le sol lunaire d'une durée totale de 22 heures 4 minutes dans la vallée Taurus-Littrow. Les deux astronautes collectent 110 kilogrammes de roches lunaires et parcourent à bord de leur véhicule 36 kilomètres, établissant un nouveau record dans tous ces domaines.

## Biographie
Petit-fils d'émigrants tchèque et slovaque, établis dans la région de Chicago (Illinois) avant la Première Guerre mondiale, Eugene Cernan naît dans cette ville et grandit dans sa banlieue, à Maywood.

### Pilote d'essai
Cernan effectue des études secondaires dans de Proviso East High School (en) qu'il achève en juin 1952. Il entame un cycle universitaire à l'université Purdue (Indiana). Attiré très jeune par les avions et le pilotage, Eugene Cernan suit en parallèle une formation de pilote dans le cadre du programme de formation des officiers de réserve (ROTC) de la Marine de guerre américaine. Après 4 ans d'études, il décroche en juin 1956 une maitrise en ingénierie électrique avec une moyenne de 5,1 sur 6. Il débute alors sa période de service militaire d'une durée de trois ans dans l'US Navy en tant qu'aspirant à bord du porte-avions USS Saipan. Durant son séjour sur ce navire, il accepte une proposition de recrutement de la Navy. Début 1957, il entame sa formation de pilote sur T-34 Mentor. Il poursuit celle-ci durant six mois à la Naval Air Station Whiting Field sur des T-28 Trojan.
Au moment où il s’apprête à retourner sur l'USS Saipan, la législation sur le service militaire est modifiée. Pour suivre une formation de pilote, les postulants doivent désormais signer un engagement de cinq ans au lieu de deux ans, ce qui provoque un afflux de démissions. Cernan, qui rêve de piloter des avions à réaction, accepte le principe d'une prolongation et poursuit sa formation de pilote  à la Naval Air Station Memphis (en) et pilote bientôt des T-33 Shooting Star. Il obtient sa qualification de pilote le 22 novembre 1957. Affecté début 1958 à la Naval Air Station Pensacola, il poursuit sa formation sur des F9F Panther où ses résultats brillants lui donnent la possibilité de choisir sa future affectation. Il choisit de piloter des avions d'attaque au sol à la Marine Corps Air Station Miramar, qui deviendra connue sous la dénomination de Top Gun. En mars 1959, il participe à une grande manœuvre dans le Pacifique ouest à bord de l'USS Shangri-La, en tant que pilote de Douglas A-4 Skyhawk.
Alors qu'il se trouve à bord de ce porte-avions, il assiste en avril 1959 à la présentation du premier groupe d'astronautes recruté par la NASA, les Mercury Seven, et est immédiatement fasciné à l'idée de partir dans l'espace. « Un nouveau rêve s'était formé dans mon crâne rasé ». Mais il dispose alors de trop peu d'expérience en tant que pilote pour postuler. Il poursuit sa carrière sur le porte-avions USS Hancock jusqu'en mars 1961.
À l'été 1961, Cernan décide de passer une maitrise (« master's degree ») en sciences aéronautiques, à la Naval Postgraduate School à Monterey (Californie) financé par l'US Navy en contrepartie d'un engagement de 3 ans par année d'étude, c'est-à-dire six ans supplémentaires. Cernan suit à cette époque avec passion les exploits d'Alan Shepard ou Gus Grissom, les premiers astronautes américains à voler dans le cadre du programme Mercury. En septembre 1962, il apprend qu'un second groupe d'astronautes — les New Nine — est sélectionné et se pose sérieusement la question de savoir s'il peut postuler. Mais il se rend à l'évidence : bien que possédant l'âge et la formation requise, il est loin d'être un pilote d'essai vétéran comme la plupart des nouveaux astronautes. Il tente néanmoins de se rapprocher de l'univers de l'espace en choisissant pour thème de sa maîtrise les systèmes avancés de propulsion de fusée par propergol liquide.

### Astronaute

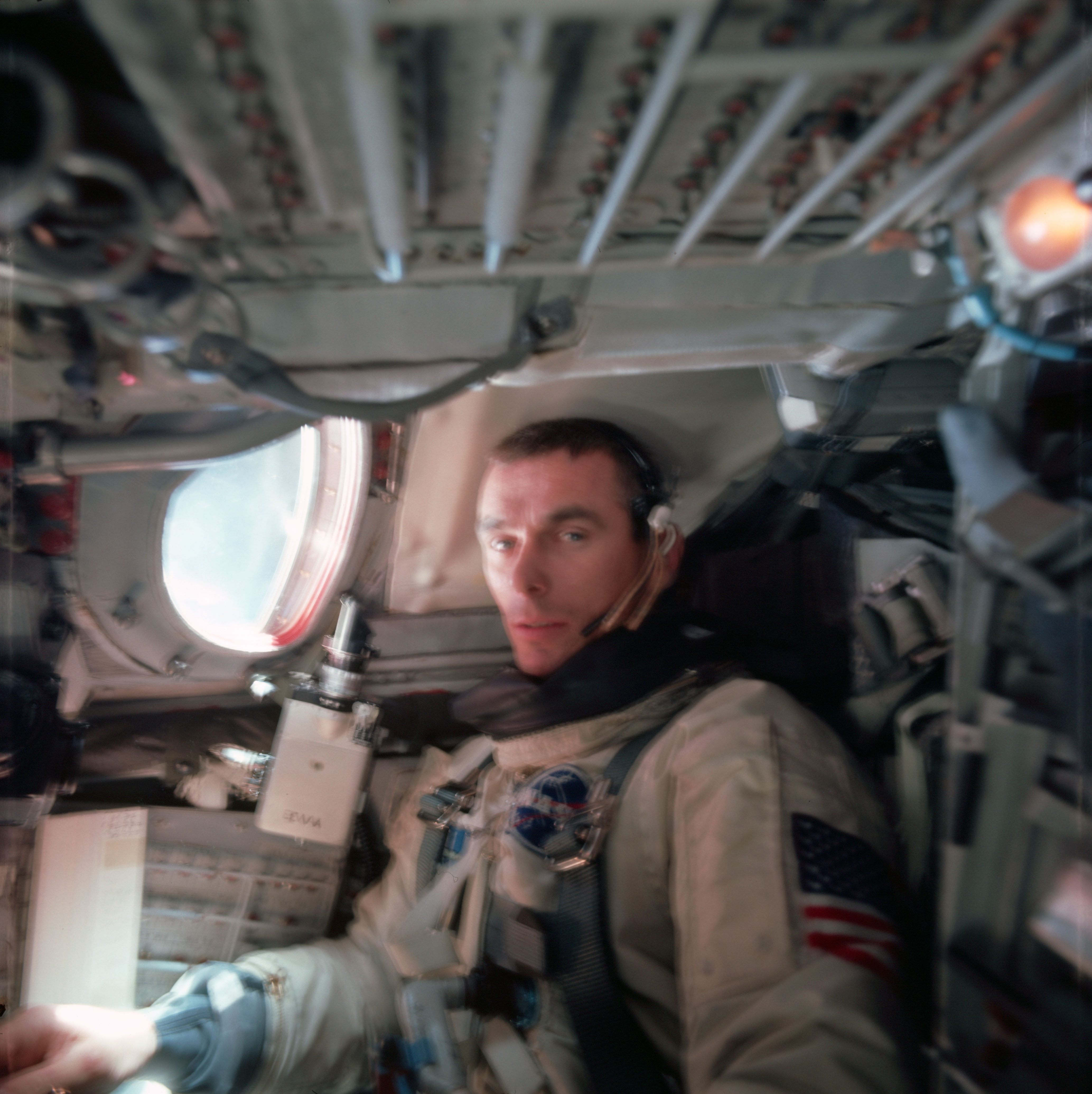
Eugene Cernan à bord de son vaisseau durant la mission Gemini 9.

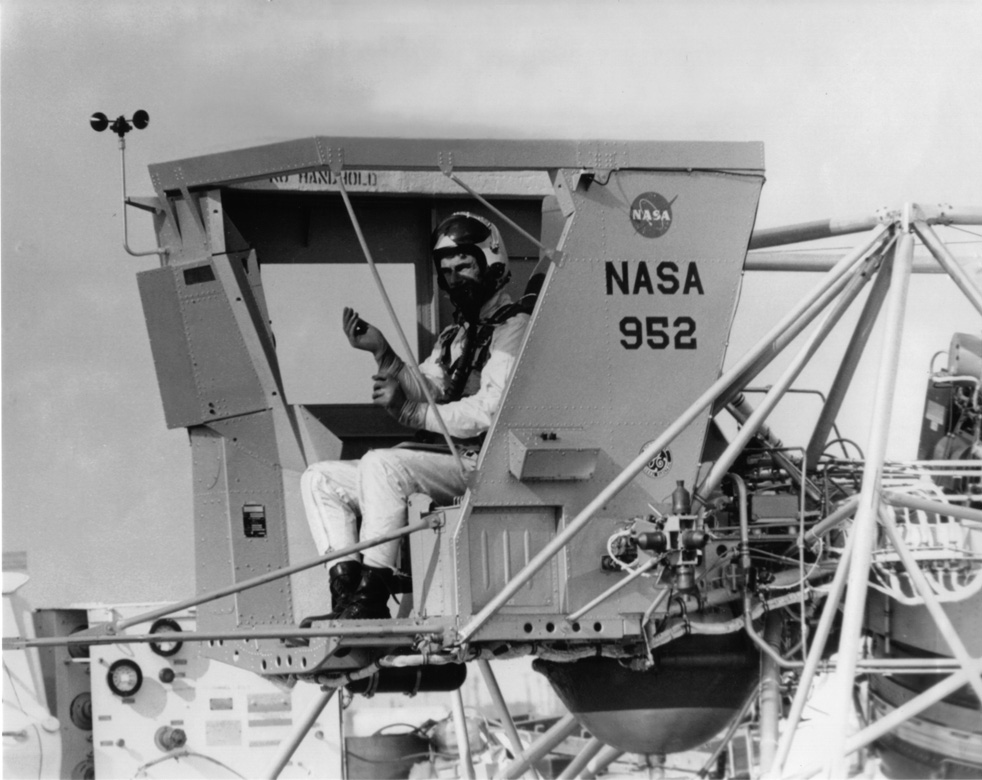
Eugene Cernan s'entraine à piloter le module lunaire Apollo avec le LLTV.

### Sélection

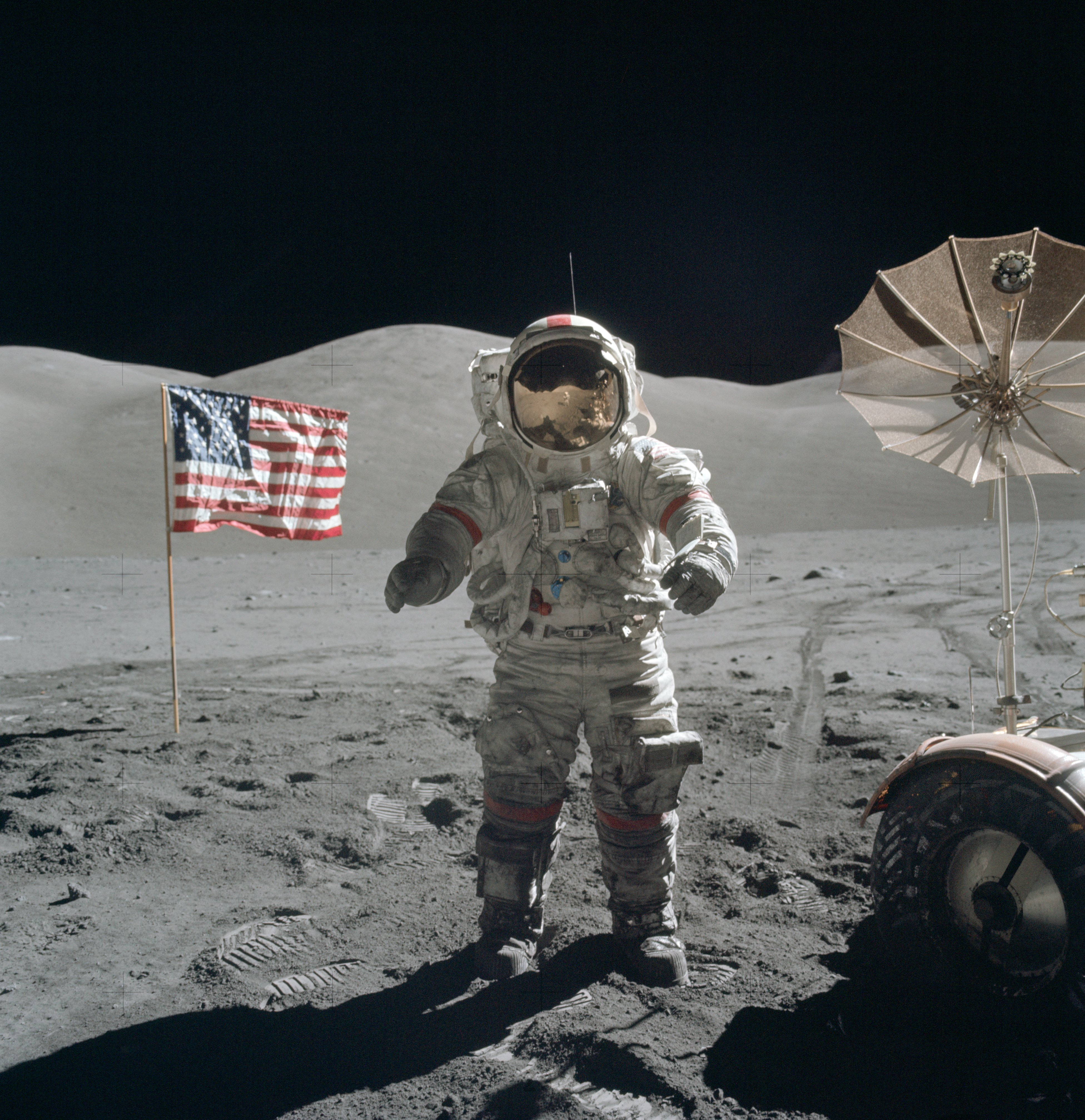
Eugene Cernan au début de la troisième sortie extravéhiculaire.

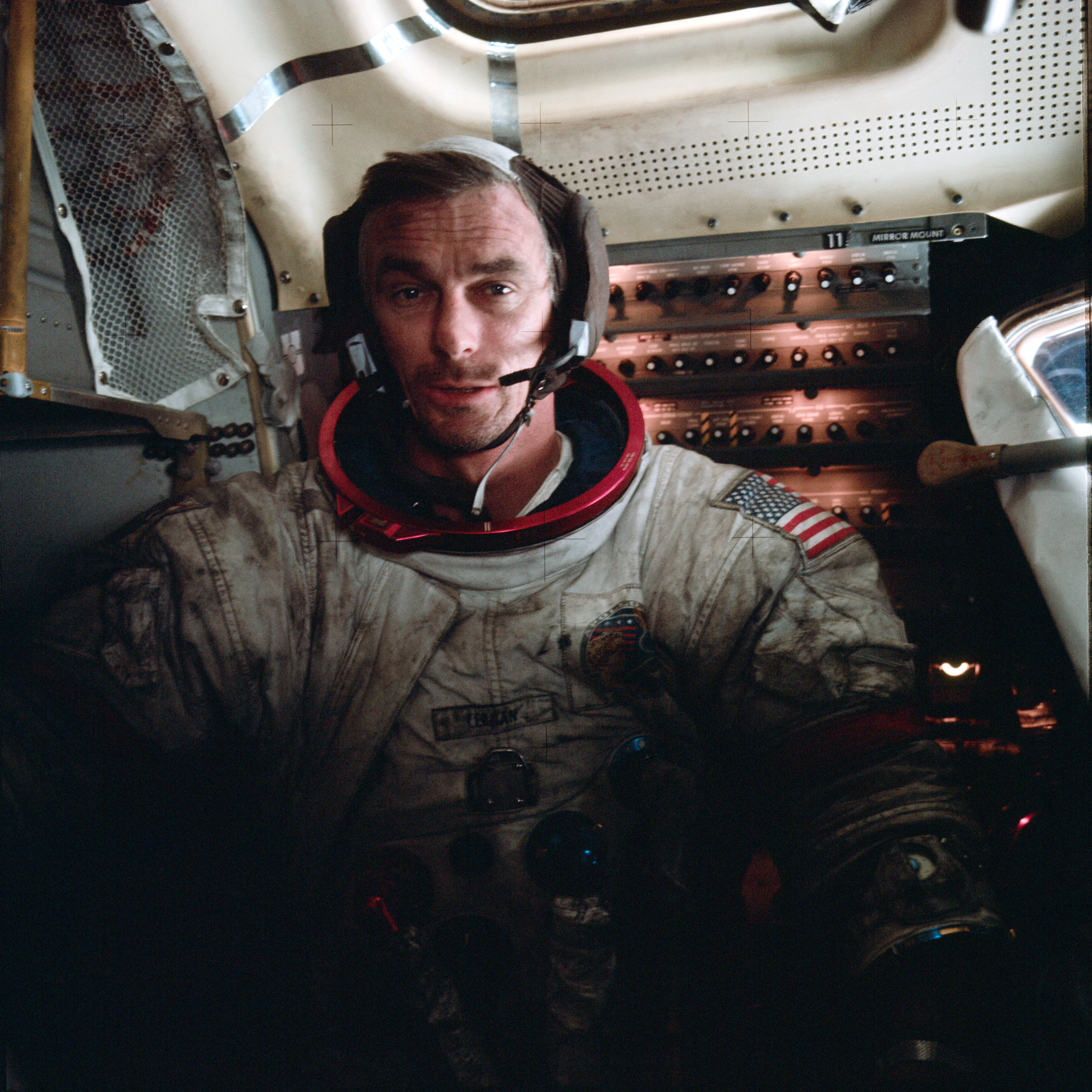
Eugene Cernan dans le module lunaire après la troisième sortie-extravéhiculaire de la mission Apollo 17.

Au printemps 1963, la course à l'espace bat son plein. Aux États-Unis comme en Union soviétique, les premiers programmes spatiaux Mercury et Vostok s'achèvent. Pour préparer le programme Apollo dont l'objectif est d'amener des hommes sur le sol lunaire, la NASA décide de lancer plusieurs missions dans le cadre du programme Gemini qui doit mettre au point les techniques qui seront nécessaires au débarquement sur la Lune. C'est en juin 1963 qu'Eugene Cernan est contacté par la NASA qui l'a sélectionné avec 400 autres civils et militaires comme candidat pour le groupe d'astronautes 3 destiné à compléter les effectifs dans la perspective du programme Apollo. Cernan accepte cette proposition et suit le parcours de sélection de la NASA qui comprend une série de tests, d'entretiens et d'examens médicaux. Il est sceptique sur ses chances. Il achève à cette époque son mémoire sur l'utilisation de l'hydrogène pour des moteurs-fusées, toujours assez sceptique sur le fait d'être sélectionné.
Le responsable du corps des astronautes de la NASA, Deke Slayton, l'informe début octobre 1963 qu'il est sélectionné  avec Dick Gordon son collègue et ami de Monterey. Sans vraiment l'avoir recherché, ni y avoir cru, mais en ayant donné son maximum lors des tests et examens, Cernan réalise son rêve de devenir astronaute. Il déménage, début 1964, avec sa famille à Houston (Texas) où se trouve le centre d'entrainement des astronautes. Cernan y suit un cycle de formation théorique et pratique qui doit le préparer à sa future mission et qui comprend notamment des vols sur simulateur, un entraînement à la survie, etc. En tant qu'élève‑astronaute, il doit également assurer certaines tâches au centre de contrôle de mission du programme Gemini. En raison du sujet de son mémoire, il est affecté au contrôle des systèmes de propulsion et de la pression dans les réservoirs et est chargé en tant que Tanks (nom donné à ce poste) de déclencher l'annulation des lancements du programme Gemini si des dysfonctionnements interviennent durant le compte à rebours. Il participe également à la conception de l'engin réalisé par transformation de l'étage de fusée Agena et qui doit permettre de tester les manœuvres de rendez-vous spatial au cours des missions du programme Gemini.
Au sein du groupe des astronautes, la compétition est intense pour se voir affecter à une mission. Cernan, qui est proche de David Scott, Dick Gordon, Charlie Bassett et Mike Collins du groupe 3, pense qu'ils seront affectés à une mission avant lui, sans compter ceux du groupe 2 qui n'ont pas encore volé. Mi-1965, Slayton commence à affecter des membres du groupe 3 à l'équipage de réserve de Gemini 7 et comme équipage principal pour Gemini 8 et Gemini 9. Mais Cernan n'est pas retenu. Le 8 novembre 1965, Slayton annonce à Cernan qu'il est officiellement nommé comme pilote dans l'équipage de réserve de la mission Gemini 9 avec Tom Stafford comme commandant, ce qui lui fait entrevoir un véritable vol sur Gemini 12, dernière mission planifiée du programme Gemini.

### Gemini 9
Cernan s'entraine avec l'équipage de la mission Gemini 9 comme s'il devait réellement y participer. Gemini 9 est une mission très ambitieuse, qui comprend un rendez-vous spatial avec un étage Agena, que Cernan a contribué à développer, d'autres procédures de rendez-vous complexes et surtout une sortie extravéhiculaire longue impliquant l'utilisation d'un dispositif expérimental de propulsion AMU. La sortie dans l'espace doit être effectuée par le pilote de la mission, donc potentiellement Cernan. Il passe beaucoup de temps à Saint-Louis (Missouri) chez McDonnell Douglas à suivre la construction de la capsule de Gemini 9, jusqu'à « en connaître chaque vis et boulon », et à suivre des séances d'entraînement en simulateur. Fin février 1966, Cernan se rend à Saint-Louis avec son coéquipier Thomas Stafford aux commandes d'un T-38 qui sert d'avion d'entraînement aux astronautes de la NASA. L'équipage principal de Gemini 9, Charlie Bassett et Elliott See fait de même à bord d'un autre T-38. Les deux avions volent de concert dans de mauvaises conditions météorologiques. Une tempête de neige accueille les avions à leur arrivée à destination : l'avion de Cernan arrive à se poser de justesse, mais celui piloté par See s'écrase sur le bâtiment où est assemblée la capsule Gemini, non loin de l'aéroport. Les deux astronautes de l'équipage principal de Gemini 9 trouvent la mort dans l'accident. En raison de leur disparition, Cernan et Stafford sont désignés pour la mission Gemini 9. Le vol de Cernan est programmé mi-mai 1966 sur Gemini 9 et un nouvel équipage de réserve est nommé comprenant Jim Lovell et Buzz Aldrin. Dans ses mémoires, Cernan écrit que, sans cet accident, Buzz Aldrin n'aurait pas trouvé si tôt une place dans un équipage et ne serait sans doute pas devenu le deuxième homme à marcher sur la Lune.
Au cours de sa première mission, Eugene Cernan réalise la troisième sortie dans l'espace de l'histoire du vol spatial, un an après celles du soviétique Leonov (Voskhod 2, mars 1965) et de l'Américain Ed White (Gemini 4, juin 1965). La mission est émaillée d'incidents. Tout d'abord, le 17 mai 1966, l'étage de fusée Agena qui devait servir de cible pour le rendez-vous spatial explose en vol. Puis, le 1er juin, le lancement d'un deuxième étage Agena subit un nouveau report quelques secondes avant le décollage. Le 3 juin, on parvient enfin à la mettre en orbite mais les opérateurs au sol se rendent compte que la coiffe de la cible (ATDA) ne s'est pas éjectée correctement, ce qui rend impossible la manœuvre de rendez-vous spatial programmée. La sortie extravéhiculaire ne se déroule pas non plus comme prévu. Durant sa sortie, Cernan est relié au vaisseau Gemini par un cordon ombilical de 7,5 mètres, qui lui fournit l'oxygène, l’énergie et qui permet les communications. Il a du mal à se déplacer avec la combinaison pressurisée qui oppose une forte résistance à ses mouvements. Une fois sorti, il est entraîné dans des mouvements de rotation qu'il a le plus grand mal à maîtriser. Il se déplace vers l'arrière du vaisseau pour tester l'AMU (Astronaut Maneuvering Uni), un système de propulsion développé par la NASA pour permettre aux astronautes de se déplacer dans l'espace de manière autonome et le prédécesseur du MMU. Mais il manque de mains courantes pour s'assurer. Il met cinq fois plus de temps que prévu pour endosser l'AMU ; lorsqu'il y parvient, il est exténué. Le système de contrôle thermique de sa combinaison spatiale ne parvient pas à faire face à la surchauffe générée par ses efforts et son casque se couvre de buée. Devenu quasiment aveugle, Cernan doit renoncer à effectuer le test programmé. Il a le plus grand mal à réintégrer la cabine du vaisseau Gemini et Stafford doit l'aider à regagner son siège.

### Membre d'équipages de réserve
Après Gemini 9, Eugene Cernan est membre à deux reprises d'équipages de réserve : en novembre 1966 sur Gemini 12 puis, après l'accident mortel d'Apollo 1 en janvier 1967 et la restructuration complète du programme Apollo, en octobre 1968 sur Apollo 7.

### Apollo 10
Au retour de la mission Apollo 7, l'équipage de réserve de ce vol, qui comprend Cernan, est désigné pour la réalisation de la mission Apollo 10. Eugene Cernan se trouve de nouveau placé sous le commandement de Thomas Stafford. Le troisième membre de l'équipage est John Young qui occupe le poste de pilote du module de commande tandis que Cernan est pilote du module lunaire Apollo. L'objectif de la mission Apollo 10, qui se déroule du 18 au 26 mai 1969, est d'effectuer une dernière répétition avant le premier atterrissage sur la Lune qui sera réalisée au cours de la mission Apollo 11. Une fois le vaisseau en orbite autour de la Lune, Stafford et Cernan à bord du module lunaire Apollo baptisé Snoopy se séparent du vaisseau principal et descendent vers le sol lunaire mais interrompent cette simulation de l'atterrissage à 15 km du sol lunaire. Mais lorsqu'ils remontent en orbite, ils frôlent la catastrophe : après avoir largué l'étage de descente, ils mettent à feu le moteur destiné à les ramener en orbite haute. L'équipage a laissé un interrupteur dans une position erronée et le pilote automatique déclenche des mouvements incontrôlés. Stafford parvient à passer en commande manuelle et peut reprendre le contrôle du module lunaire. Celui-ci vient s'amarrer au vaisseau Apollo dans lequel Young est resté. Malgré cet incident, la mission ouvre la voie à l'équipage d'Apollo 11 qui effectuera le premier atterrissage sur le sol lunaire comme prévu.

### Apollo 17
Pour un article plus général, voir Apollo 17.
Fin janvier 1971, Cernan, qui s'entraine à l'atterrissage sur la Lune à bord d'un hélicoptère Bell 47G modifié, descend trop bas et s'écrase dans l'Indian River à Cape Canaveral. Il manque de se noyer et récolte des brûlures du second degré sur le visage. La NASA envisage de l'exclure des missions suivantes, mais il est finalement nommé commandant de la toute dernière mission sur la Lune Apollo 17 après avoir été commandant de l'équipage de réserve du vol Apollo 14, en février 1971 (doublure d'Alan Shepard). Ses coéquipiers sont Ronald Evans, un ami de longue date, et le géologue Harrison "Jack" Schmitt. L'objectif de la mission est d'explorer la vallée Taurus-Littrow (en bordure de la Mer de la Sérénité). Ce site fait partie d'une région de hauts plateaux qui constituent un objectif scientifique majeur car cette formation géologique, fréquente sur la Lune, n'a pu être étudiée par les missions précédentes. La vallée semble par ailleurs avoir conservé des traces d'activité volcanique récente. L'étude sur place de ces formations, ainsi que les échantillons de roches et de sol ramenés sur Terre, doivent fournir des informations structurantes sur la géologie de la Lune.
La fusée Saturn V emportant le vaisseau Apollo 17 décolle du Centre spatial Kennedy le 7 décembre 1972. Le module lunaire se pose le 11 décembre sur la Lune. Cernan et Schmitt enchaînent au cours de leur séjour trois sorties extravéhiculaires sur le sol lunaire d'une durée totale de 22 heures 4 minutes, au cours desquelles ils collectent 110 kilogrammes de roches lunaires et parcourent à bord de leur véhicule 36 kilomètres, établissant un nouveau record dans tous ces domaines. Le module lunaire redécolle de la surface de la Lune le 14 décembre et le vaisseau Apollo, après un voyage de retour sans incident, amerrit dans l'océan Pacifique le 19 décembre. Apollo 17 est un succès sur le plan scientifique et démontre la fiabilité remarquable des équipements. Mais le programme Apollo, victime d'arbitrages budgétaires et d'un certain désintérêt des politiques pour les enjeux scientifiques, se conclut avec cette mission qui reste actuellement la dernière à avoir emmené des hommes sur la Lune. Cernan, qui a réintégré le module lunaire après Schmitt, est le dernier homme à avoir foulé le sol de la Lune.

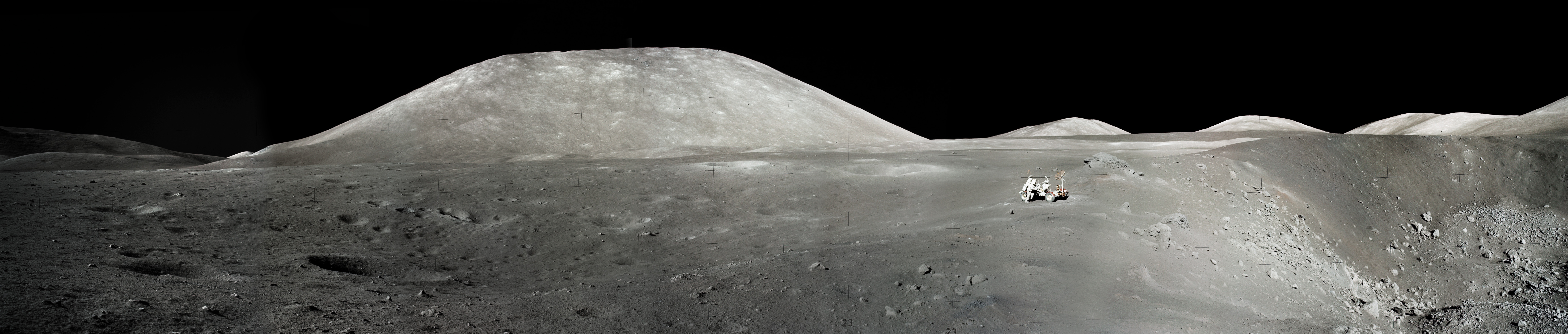
Panorama pris par Cernan au cours de la mission Apollo 17 près de la station 4 : à droite le cratère Shorty et dans le fond à une distance de 6 km la montagne Family.

### Fin de carrière

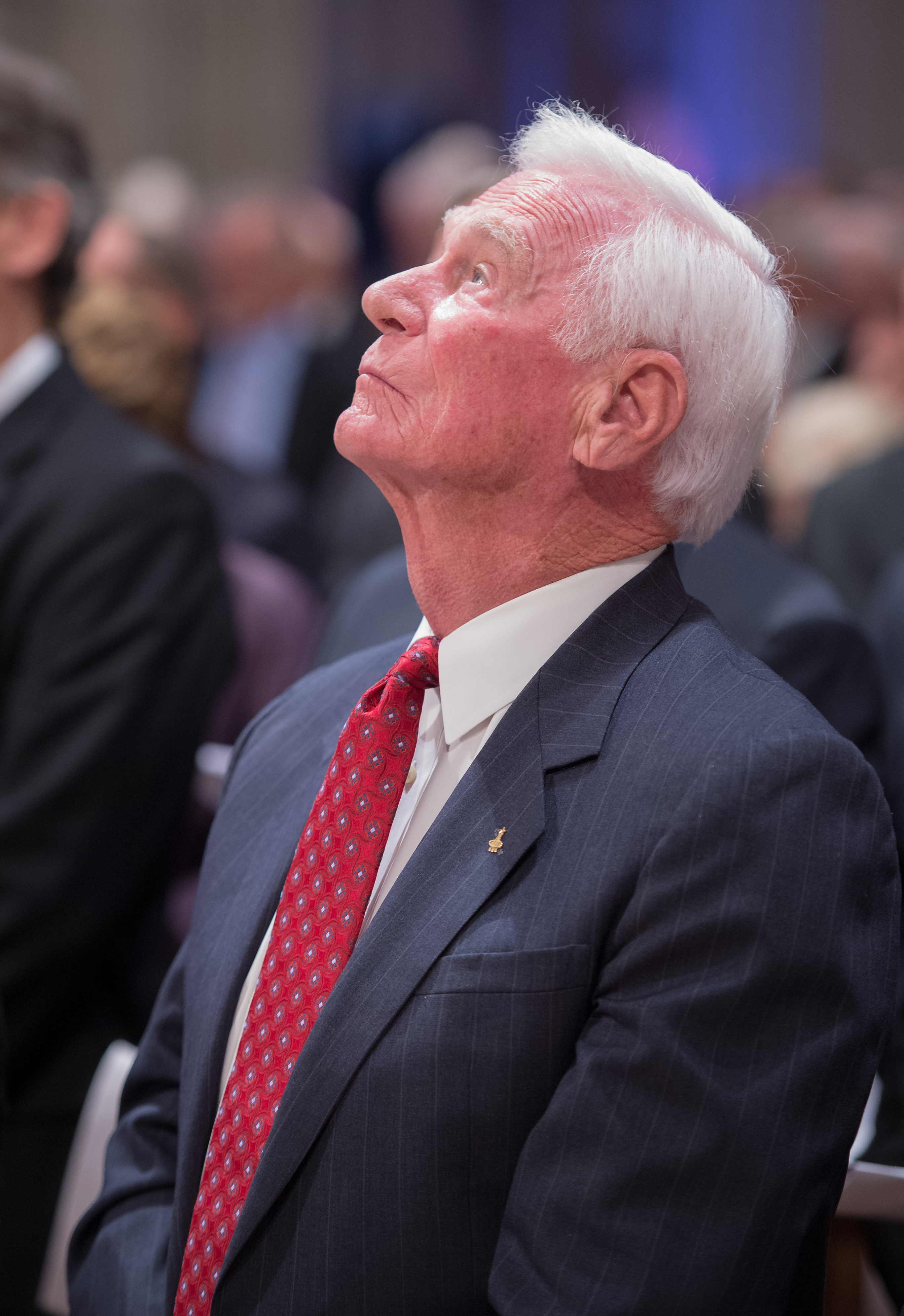
Eugene Cernan durant la cérémonie en mémoire de Neil Armstrong (septembre 2012).

De 1973 à 1975, Eugene Cernan participe à la préparation du premier vol conjoint américano-soviétique Apollo-Soyouz, qui se déroulera en juillet 1975, le vaisseau Apollo étant commandé par son ami Stafford. Il quitte la NASA l'année suivante, le 1er juillet 1976. Cernan a alors passé au cours de ses trois missions 23 jours 14 heures et 15 minutes dans l'espace et effectué plus de 24 heures de sorties extravéhiculaires (une dans l'espace et trois sur le sol lunaire). Il prend également sa retraite de la Navy avec le grade de capitaine en ayant effectué 5 000 heures de vol dont 4 800 heures en avion à réaction et réalisé plus de 200 appontages sur porte-avions.
Cernan entame une carrière dans le secteur privé. Après avoir été vice-président exécutif de la Coral Petroleum à Houston, il crée sa propre société et intervient en tant que consultant dans le domaine de l'énergie, l'aérospatiale et d'autres industries de la même branche. Il est également président du conseil d'administration de la Johnson Engineering, avant que celle-ci soit absorbée par la société Spacehab qui sera rebaptisée par la suite Astrotech. En 1999, Cernan publie avec l'aide de Donald Davis ses mémoires intitulés J'ai été le dernier homme sur la Lune. Un documentaire sera tiré par la suite de son ouvrage.
Cernan apparait assez régulièrement dans les commémorations du programme Apollo, il est l'un des astronautes les plus célèbres et les plus respectés dans son pays[non neutre][réf. souhaitée]. Le 15 avril 2010, en compagnie de Neil Armstrong et James Lovell, Cernan conteste avec vigueur la décision de Barack Obama d'abandonner, pour des raisons budgétaires, le programme lunaire Constellation qui avait été initié par l'administration Bush et qui devait marquer le retour des Américains sur la Lune. Le 13 septembre 2012, après la mort d'Armstrong, il prononcera le discours officiel en sa mémoire à la cathédrale nationale de Washington.
Il meurt le 16 janvier 2017 à l'âge de 82 ans,,.

## Vie privée
En 1961, Cernan épouse une hôtesse de l'air, Barbara Atchley, qui deviendra une des femmes d'astronautes les plus connues et prisées des médias lors des programmes Gemini et Apollo. Ils ont une fille, Teresa Dawn « Tracy » née en mars 1963. Divorcé en 1981, il se remarie avec Jan Nanna en 1987, avec laquelle il a deux filles.

## Œuvre
- Eugene Cernan et Donald A. Davis (trad. de l'anglais par Yann Brindejont), J’ai été le dernier homme sur la Lune [« The Last Man on the Moon »], Levallois-Perret, Éditions Altipresse, 14 octobre 2010, 475 p., 24 cm (ISBN 978-2-911218-94-1, BNF 42355947).L’édition originale américaine avait été publiée en juillet 2000, sous les titre et sous-titre The Last Man on the Moon : Astronaut Eugene Cernan and America’s Race in Space.

## Vidéos
- Vidéos de la mission Apollo 17
- Schmitt et Cernan poussent la chansonnette, puis font une démonstration de marche à la manière des kangourous durant une des sorties extravéhiculaires sur le sol lunaire (mission Apollo 17).
- Cernan et Schmitt tentent de forer le sol lunaire pour y enfoncer la sonde de l'instrument HFE (Apollo 17)
- Décollage du module lunaire Apollo 17 filmé depuis le sol lunaire par la caméra du rover. Le module monte verticalement puis (vers la fin de la vidéo) prend une trajectoire presque parallèle au sol.